# Łobżenica
Łobżenica és una ciutat de Polònia, es troba al voivodat de Gran Polònia, a 40 km al nord-est de Piła i a 115 km al nord-est de Poznań, la capital de la regió. El 2016 tenia 2.977 habitants.